# Dammi la mano (singolo)
Dammi la mano è un singolo dei Rats pubblicato nel 1994, secondo ed ultimo estratto dall'album Belli e dannati.

## Tracce
1. Dammi la mano